# Oenopia conglobata
Oenopia conglobata је инсект из реда тврдокрилаца (Coleoptera) и породице бубамара (Coccinellidae).

## Распрострањење и станиште
Настањује скоро целу Eвропу (изузев Исланда). Није бележена у већем делу Азије. У Србији је присутна на територији Војводине, као и у централном делу земље, док на већим надморским висинама није бележена.

## Опис
Oenopia conglobata је мала бубамара. Покрилца могу бити беж до светло розе боје. Шав између покрилаца је задебљан. На његовом централном делу се спајају две тачке чинећи карактеристичну шару за ову врсту. Поред ове шаре свако покрилце поседује још по седам тачкица. Пронотум је бео са пет црних тачкица које формирају полукруг и две бочне црне тачке. Тело јој је дугачко 3,3–5,4 mm.

## Галерија
- имаго
- лутка
- ларва